# Letters (Matt Cardle)
Letters è il primo album in studio del cantautore inglese Matt Cardle, pubblicato nel 2011.

## Tracce
1. Starlight – 4:18
2. Run for Your Life – 4:04
3. All for Nothing – 3:23
4. Pull Me Under – 3:40
5. Amazing – 3:59
6. Faithless – 3:49
7. Beat of a Breaking Heart – 3:51
8. Stars & Lovers – 3:39
9. Letters – 4:26
10. Reflections – 3:36
11. Walking on Water – 2:54
12. Slowly – 3:29
13. When We Collide – 3:48